# 京ヶ島村
京ヶ島村（きょうがしまむら）は、群馬県の中央部、群馬郡に属していた村。

## 地理
- 河川：利根川、井野川、滝川

## 歴史
- 1889年（明治22年）4月1日 - 町村制施行により、京目村、島野村、本島名村、矢島村、西島村、大沢村、萩原村が合併し、西群馬郡京ヶ島村が成立する。
- 1896年（明治29年）4月1日 - 西群馬郡と片岡郡が統合され、群馬郡となる。
- 1956年（昭和31年）9月30日 - 滝川村と合併し、群南村を新設する。